# Wohlfahrtia vigil
Wohlfahrtia vigil är en tvåvingeart som först beskrevs av Walker 1849.  Wohlfahrtia vigil ingår i släktet Wohlfahrtia och familjen köttflugor. Inga underarter finns listade i Catalogue of Life.